# Флаг Словении
Флаг Словении (словен. Zastava Slovenije) представляет собой прямоугольное полотнище из трёх горизонтальных равновеликих полос: верхней — белой, средней — синей и нижней — красной, с изображением в крыже герба Словении. Отношение ширины флага к его длине — 1:2.
В гербе изображены силуэт высочайшей горы Словении — Триглава, три жёлтые звезды на синем поле, взятые из герба графов Цельских, и символически изображённые Адриатическое море и реки Словении.

## История флага
Цвета флага совпадают с панславянскими. Официально он был принят словенскими патриотами в 1848 году, которых на порядок цветов подтолкнули цвета флага России. Флаг ассоциировался со Словенией и во время её пребывания в составе Югославии. В 1945 году на флаг Социалистической Республики Словении была помещена красная звезда. После обретения независимости звезда с флага была убрана, а новый флаг был официально принят 27 июня 1991 года и поднят днём раньше на Площади Республики в Любляне.

## Замена флага
В 2003 году стартовала кампания, цель которой — изменение дизайна флага Словении на новый, в связи со схожестью с флагом России и флагом Словакии. Однако идею изменения дизайна флага Словении на новый не поддержали многие граждане страны.
- Проект флага Словении, версия 1
- Проект флага Словении, версия 2
- Проект флага Словении, версия 3

## Похожие флаги
- Флаг России
- Флаг Сербии
- Флаг Словакии